# Kees van de Wetering
Kees van de Wetering (Rotterdam, IJsselmonde, 26 december 1949) is een Nederlands kunstschilder. 

## Leven en werk
Van de Wetering genoot van 1968 tot 1974 een opleiding aan de Academie van Beeldende Kunsten Rotterdam en volgde diverse grafische opleidingen. Hij werkt in Zierikzee en verzorgt schildercursussen. Hij was lid van de Zeeuwse Kunstkring.
De werkwijze van Van de Wetering wordt gekenmerkt door fragmentatie, waarbij hij zijn meestal figuratieve taferelen (dorps- of stadsgezichten, landschappen, bloemen e.d.) als het ware 'opknipt' in kleinere deelbeelden en -kleurvlakken. De voorstelling blijft daarbij herkenbaar maar is opgebouwd uit kleinere, vaak uitbundig gekleurde, fragmenten.
Hij schreef van 2000 tot 2015 vijftig artikelen over teken- en schildertechnieken voor het kunsttijdschrift Palet.

## Enkele werken

### Opdrachten
- 2004  Haringschilderij Brouwershaven
- 2005  Panorama Scharendijke
- 2005  Haringschilderij Bruinisse
- 2006  Haringschilderij Zierikzee
- 2007  Haringschilderij Burghsluis
- 2007  Monumentaal Rotterdam
- 2008  Haringschilderij Renesse
- 2008  Muurschildering De Kleine Schorre
- 2008  Deventer op stelten
- 2008  Chapeau Tulipa
- 2009  Van zee naar zee
- 2010  Nieuw-Vossemeer
- 2012  Rozendael
- 2014  Weisslingen
- 2015  Les trois canards
- 2016  Balence
- 2019  Marflex / Taiko
- 2021  Zeeland
- 2022  Chapeau
- 2023  Stichting Behoud Oosterschelde Kreeft

### Boeken
- 1979  Muzikaal spelenboek (auteur Ger Storm) - Illustraties - ISBN 90 6325 107 6
- 1981  Pop in de klas - Illustraties (auteur Ger Storms) - ISBN 90 6325 167 X
- 2016  Schilderen in opdracht - Boekje met 16 opdrachten - Hardcover 80 pagina's  ISBN 978 940 215 1596 - Paperback 60 pagina's ISBN 978 940 215 0308
- 2024  Kees van de Wetering, schilderijen - Selectie van fragmatic-art schilderijen van 1971 tot 2024 - Hardcover  88 pagina's ISBN 978 946 492 966 9

### Publicaties
- 1999 - Palet & tekenstift nr. 282 - Tekenen met pastelkrijt - Pag. 47
- 2001 - Palet & tekenstift nr. 292 - Tekenen en schilderen met pastelkrijt (1) - Pag. 68 t/m 69
- 2001 - Palet & tekenstift nr. 293 - Tekenen en schilderen met pastelkrijt (2) - Pag. 68 t/m 70
- 2001 - Palet & tekenstift nr. 294 - Tekenen en schilderen met pastelkrijt (3) - Pag. 68 t/m 70
- 2001 - Palet & tekenstift nr. 295 - Tekenen en schilderen met pastelkrijt (4) - Pag. 68 t/m 70
- 2002 - Palet & tekenstift nr. 296 - Van amateur naar professioneel - een artikel over Helma Kotoun - Pag. 60 t/m 62
- 2002 - Palet & tekenstift nr. 298 - Aquarelleren in Frankrijk - Pag. 67 tm 69
- 2002 - Palet & tekenstift nr. 299 - Arti academie - Aquarelleren in fragmentatietechniek - Pag. 38 tm 45
- 2002 - Palet nr. 300 - Pasteltekenen met restvormen - Pagina 79 t/m 81
- 2002 - Palet nr. 301 - Van amateur naar professioneel - Chris Grinwis - Pag. 69 t/m 71
- 2002 - Palet nr. 302 - Pasteltekenen in Frankrijk - Pag. 68 t/m 71
- 2003 - Palet nr. 303 - Pasteltekenen met exotische kleuren - Pag. 76 t/m 79
- 2003 - Palet nr. 305 - Pasteltekenen in lagen - Pag. 61 t/m 63
- 2003 - Palet nr. 306 - Pasteltekenen met exotische kleuren 2 - Pag. 67 t/m 69
- 2003 - Palet nr. 307 - Van amateur naar professioneel - Nel Saarloos - Pag. 68 t/m 70
- 2003 - Palet nr. 308 - Was getekend, Jan Hensema - Pag. 67 t/m
- 2004 - Palet nr. 309 - Pasteltekenen in de Dordogne I - Pag. 74 t/m 76
- 2004 - Palet nr. 310 - Pasteltekenen in de Dordogne 2 - Pag. 69 t/m 71
- 2004 - Palet nr. 311 - Werken met een thema - Pag. 72 t/m 74
- 2004 - Palet nr. 312 - Schilderen in opdracht 1 - Pag. 70 t/m 72
- 2004 - Palet nr. 313 - Van amateur naar professioneel - Marijke Koopman - Pag. 78 t/m 80
- 2005 - Palet nr. 315 - Was getekend, Piet Vroegindeweij - Pag. 66 t/m 69
- 2005 - Palet nr. 316 - Buitentekenen met pastelkrijt (en-plein-air) - Pag. 80 t/m 83
- 2005 - Palet nr. 317 - Its Flamingo Time 1 - Pag. 81 t/m 83
- 2005 - Palet nr. 319 - Werken met een thema "In de Wolken" - Pag. 80 t/m 83
- 2005 - Palet nr. 320 - Its Flamingo Time 2 - Pag. 84 t/m 86
- 2006 - Palet nr. 321 - Schilderen in opdracht 2 - Pag. 75 t/m 77
- 2006 - Palet nr. 322 - Pasteltekenen en aquarelleren in Frankrijk - Pag. 78 t/m 81
- 2006 - Palet nr. 323 - Tulipa, het flexibele megaschilderij - Pag. 84 t/m 87
- 2006 - Palet nr. 324 - Werken met een thema (Tulipa 2) - Pag. 85 t/m 87
- 2006 - Palet nr. 325 - Werken in opdracht 3 (latex muurschildering) - Pag. 56 t/m 58
- 2006 - Palet nr. 326 - Uit het museum van Kees van de Wetering 1 - Pag. 68 t/m 71
- 2007 - Palet nr. 328 - Tulipa in Red and Blue - Pag. 64 t/m 67
- 2007 - Palet nr. 329 - Aquarelleren en tekenen met pastelkrijt in Frankrijk (6) - Pag. 58 t/m 61
- 2007 - Palet nr. 330 - Schilderen in opdracht, Rottadam (4) - Pag. 50 t/m 53
- 2007 - Palet nr. 332 - Schilderen met een thema 4, 'l Animal - Pag. 56 t/m 59
- 2007 - Palet nr. 334 - Schilderen met een thema 4, 'l Animal - Pag. 54 t/m 57
- 2008 - Palet nr. 335 - Pasteltekeningen uit de polder, Arti Academie - Pag. 46 t/m 49
- 2008 - Palet nr. 336 - Schilderen in opdracht 5, Deventer op stelten - Pag. 64 t/m 67
- 2008 - Palet nr. 337 - Schilderen in opdracht 6, Haringschilderijen met oranjebitter - Pag. 56 t/m 59
- 2008 - Palet nr. 338 - Schilderen met een thema 5, The color of Africa - Pag. 62 t/m 65
- 2009 - Palet nr. 339 - La Route du Soleil 1, Pastels van Frankrijk - Pag. 96 t/m 97
- 2009 - Palet nr. 340 - La Route du Soleil 2, Acrylschilderijen van Frankrijk
- 2009 - Palet nr. 341 - Schilderen in opdracht 7, Van zee naar zee - Pag. 56 t/m 59
- 2009 - Palet nr. 342 - Schilderen met een thema 6, Panoramique - Pag. 56 t/m 59
- 2009 - Palet nr. 343 - La Route du Soleil 3, Charente Maritime - Pag. 58 t/m 61
- 2010 - Palet nr. 345 - Uit het museum van Kees van de Wetering 2, Pag. 54 t/m 57
- 2010 - Palet nr. 346 - Kleuren mengen 1, Pag. 43 t/m 45
- 2010 - Palet nr. 347 - La Route du Soleil 4, Ardèche, Pag. 44 t/m 47
- 2010 - Palet nr. 348 - Kleuren mengen 2, Kleurencirkel maken, Pag. 54 t/m 57
- 2011 - Palet nr. 353 - Hollands Glorie 1, Landschappen, Pag. 32 t/m 35
- 2011 - Palet nr. 354 - Hollands Glorie 2, Middelburg, Pag. 46 t/m 49
- 2012 - Palet nr. 357 - Uit het museum van Kees van de Wetering, Modeltekeningen (pastel), Pag. 86 t/m 89